# 3117 Niepce
3117 Niepce (1983 CM1) là một tiểu hành tinh vành đai chính được phát hiện ngày 11 tháng 2 năm 1983 bởi N. G. Thomas ở Flagstaff (AM).